# Сучжоу (Аньхой)
Сучжоу (кит. упр. 宿州, пиньинь Sùzhōu) — городской округ в провинции Аньхой КНР.

## История
В античные времена чжоуский У-ван выделил потомкам Фуси удел Су (宿国) на землях современного уезда Дунпин провинции Шаньдун. В эпоху Вёсен и Осеней эта территория была завоёвана царством Сун, а людям оттуда были даны во владения эти земли — так здесь появился топоним «Су».
Во времена империи Тан в 809 году была создана область Сучжоу (宿州), власти которой разместились на землях современного уезда Сысянь, однако уже в 829 году она была расформирована. В 833 году область Сучжоу была образована вновь, и на этот раз её власти разместились на землях современного района Юнцяо. После монгольского завоевания из-за сильного уменьшения количества населения ряд уездов был расформирован, однако затем численность населения постепенно восстановилась, и уезды были созданы вновь.
После основания империи Мин область была в 1368 году подчинена Линьхаоской управе (临濠府), а в 1374 году — Фэнъянской управе (凤阳府). После Синьхайской революции в Китае была проведена реформа структуры административного деления, и в 1912 году области с управами были упразднены; на землях, ранее напрямую подчинявшихся властям области Сучжоу, был создан уезд Сусянь (宿县).
Во времена Китайской Республики уезды Сусянь, Сысянь и Линби входили в состав провинции Аньхой, а уезды Даншань и Сяосянь — провинции Цзянсу. Во время войны с Японией эти земли были в мае 1938 года оккупированы японскими властями, и с 1944 года они вошли в состав созданной марионеточными властями провинции Хуайхай.
Во время гражданской войны эти земли после поражения гоминьдановских войск в Хуайхайском сражении перешли в 1949 году под контроль коммунистов. 25 марта 1949 года был образован Специальный район Сусянь (宿县专区), в состав которого вошли город Сучэн (урбанизированная часть уезда Сусянь, выделенная в отдельную сущность) и 9 уездов. В 1950 году западная часть уезда Сусянь была выделена в отдельный уезд Суйси, и таким образом специальный район стал состоять из 1 города и 10 уездов. В 1952 году город Сучэн был расформирован, а его территория вновь вошла в состав уезда Сусянь.
В 1953 году, после образования народных правительств провинций Цзянсу и Аньхой, был произведён обмен приграничными территориями: уезд Юнчэн был передан из провинции Аньхой в провинцию Хэнань, а уезды Даншань и Сяосянь — в провинцию Цзянсу. В 1955 году уезды Даншань и Сяосянь были возвращены в состав провинции Аньхой, а взамен в состав провинции Цзянсу были переданы уезд Сыхун Специального района Сусянь, и уезд Сюйи Специального района Чусянь (滁县专区). В 1956 году Специальный район Сусянь был расформирован, а входившие в его состав 8 уездов были переданы в Специальный район Бэнбу (蚌埠专区).
В апреле 1960 года на границе уездов Суйси и Сяосянь был образован город Суйси, подчинённый напрямую правительству провинции Аньхой. В апреле 1961 года Специальный район Сусянь был воссоздан, а Специальный район Бэнбу — упразднён. В октябре 1964 года на стыке уездов Сусянь, Хуайюань, Ухэ и Линби был создан уезд Гучжэнь, который также вошёл в состав Специального района Сусянь.
В 1970 году Специальный район Сусянь был переименован в Округ Сусянь (宿县地区). В феврале 1977 года уезд Суйси был передан из состава округа Сусянь в подчинение властям города Хуайбэй. В 1979 году урбанизированная часть уезда Сусянь была выделена в городской уезд Сучжоу, в котором разместились власти округа.
В июле 1983 года уезды Хуайюань, Ухэ и Гучжэнь были переданы из состава округа Сусянь в подчинение властям города Бэнбу; таким образом, в составе округа остались 1 городской уезд и 5 уездов. В 1992 году уезд Сусянь был расформирован, а его земли переданы городскому уезду Сучжоу.
В соответствии с постановлением Госсовета КНР от 6 декабря 1998 года, были расформированы округ Сусянь и городской уезд Сучжоу, и образован городской округ Сучжоу; бывший городской уезд Сучжоу стал районом Юнцяо в его составе.

## География
Сучжоу имеет субтропический влажный климат. Лето жаркое и дождливое, зима сухая и прохладная. Среднегодовая температура составляет около 16° C, а среднее количество осадков составляет 750 мм. Июль самый теплый месяц. Тогда среднесуточная температура составляет около 28 ° С. Самый холодный месяц январь, когда средняя температура составляет около 1° C. Самый дождливый месяц — июль, когда идет дождь в среднем около 210 миллиметров. Январь самый сухой месяц. Тогда среднее количество осадков составляет 19 миллиметров.

## Административно-территориальное деление
Городской округ Сучжоу делится на 1 район, 4 уезда:
| Карта                              | Карта    | Карта     | Карта         | Карта            | Карта         |
| ---------------------------------- | -------- | --------- | ------------- | ---------------- | ------------- |
| Юнцяо Даншань Сяосянь Линби Сысянь |          |           |               |                  |               |
| Статус                             | Название | Иероглифы | Пиньинь       | Население (2010) | Площадь (км²) |
| Район                              | Юнцяо    | 埇桥区    | Yǒngqiáo qū   |                  |               |
| Уезд                               | Даншань  | 砀山县    | Dàngshān xiàn |                  |               |
| Уезд                               | Сяосянь  | 萧县      | Xiāo xiàn     |                  |               |
| Уезд                               | Линби    | 灵璧县    | Língbì xiàn   |                  |               |
| Уезд                               | Сысянь   | 泗县      | Sì xiàn       |                  |               |

## Мероприятия

### Жертвоприношение Богу кухни (祭灶)
Этот фестиваль является традиционным лунным фестивалем Восточной Азии, отмечаемым в Сучжоу. Люди считают, что этот фестиваль должен дарить подарки Богу. В Сучжоу этот праздник отмечают, предлагая еду и горящий ладан на столе и белое вино на полу для поклонения богам. Эту еду оставляют нетронутой на один день. Кроме того, некоторыми продуктами делятся с семьей и друзьями.

### Фестиваль грушевых цветов (梨花 节)
В Сучжоу много грушевых деревьев, и когда их цветы распускаются, люди собираются, чтобы встретиться и устроить пикник. Ночью на телевидении Аньхой проходит фестивальная программа, демонстрирующая, насколько она прекрасна.

### Фестиваль Священного Камня (奇石 节)
Фестиваль священного камня в уезде Линби направлен на продвижение скульптур Линби. Этот фестиваль расширяет экономику, создает платформу для поощрения инвестиций, способствует экономическому и социальному развитию Сучжоу, а также повышает его авторитет и репутацию. Люди собираются вместе и показывают свои уникальные и красивые камни. Их можно посмотреть в музее Сучжоу Циши. Мэр города выбирает лучшего для отправки в Национальный музей Китая.

## Города-побратимы
- Россия — Волгодонск